# Cornelia Parker

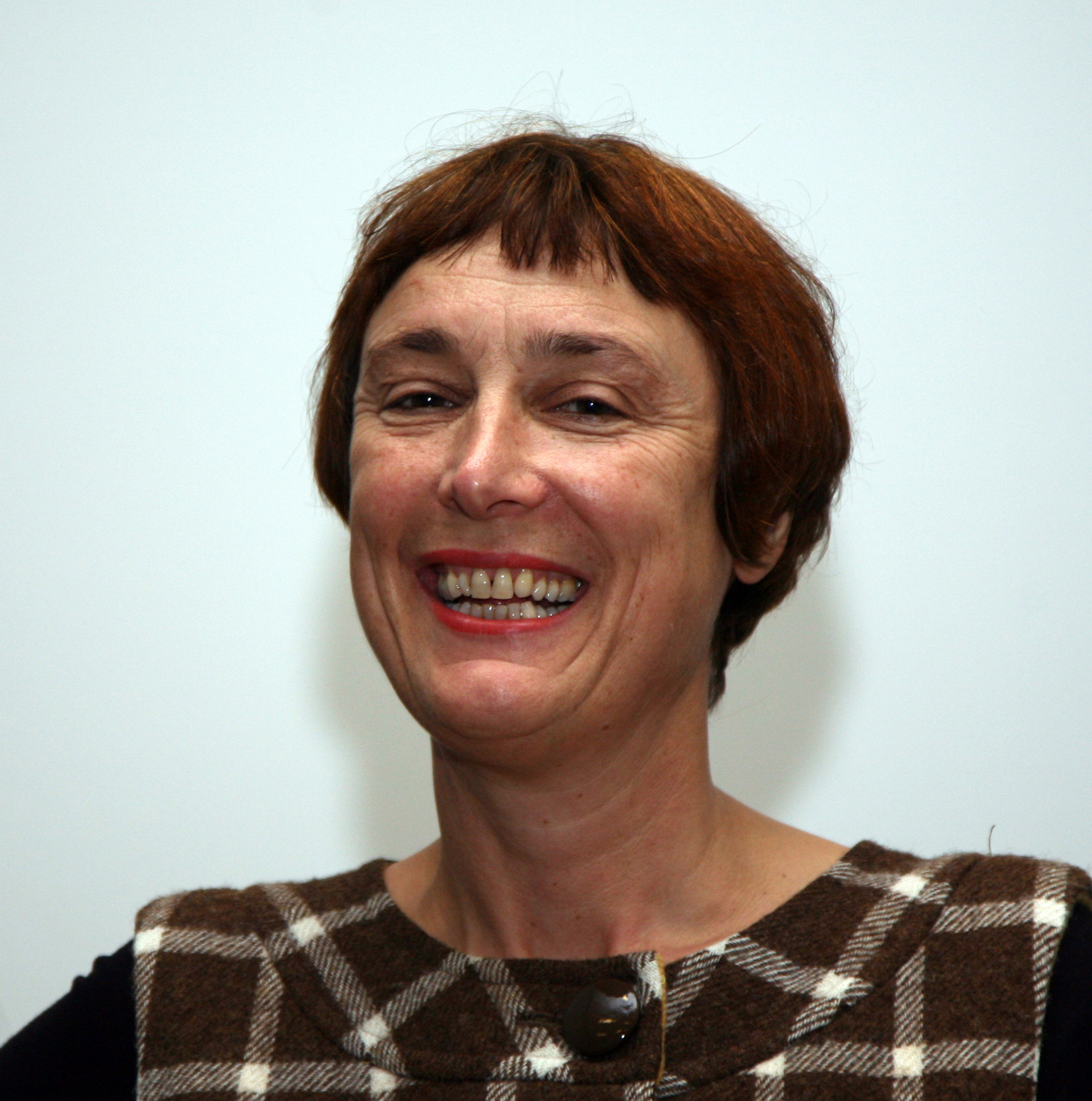
Cornelia Parker

Cornelia Parker OBE RA (Cheshire, 14 juli 1956) is een Brits kunstenaar die vooral bekend is vanwege haar installatiekunst en sculpturen. 
Parker studeerde aan het Gloucester College of Art (1974 – 1975), Wolverhampton Polytechnic (1975 – 1978) en de Reading University (1980 – 1982).
In 1997 werd Parker genomineerd voor de Turner Prize, samen met Christine Borland, Angela Bulloch en Gillian Wearing welke laatste ook laureate werd. Het was de eerste shortlist van de Turnerprijs waar alleen vrouwen opstonden.
Ze is sinds 2010 een van de tachtig academians van de Royal Academy of Arts en ontving in 2010 de titel van officier in The Most Excellent Order of the British Empire. Ze ontving eredoctoraten van de University of Wolverhampton in 2000, de University of Birmingham (2005), de University of Gloucestershire (2008) en de University of Manchester (2017).
Parker is Honorair hoogleraar aan de University of Manchester en Honorary Fellow van Queen Elizabeth Hall in Oxford. 